# 19411 Collinarnold
19411 Collinarnold este o planetă minoră (asteroid) din centura de asteroizi. A fost descoperită pe 20 martie 1998 la Experimental Test Site⁠(d) de Lincoln Near-Earth Asteroid Research. 
Obiectul prezintă o orbită caracterizată de o semiaxă mare de 2,2477292 UAi, o excentricitate de 0,12, o înclinație de 3,14267 ° în raport cu ecliptica.